# Mark Sherrod
Mark Sherrod (* 13. August 1990 in  Knoxville) ist ein US-amerikanischer Fußballspieler, der meist als Stürmer eingesetzt wird.

## Karriere

### Jugend und Amateurfußball
Sherrod spielte bereits an seiner High School in Knoxville Fußball und erzielte in seinem Abschlussjahr 63 Tore. Nach seinem Abschluss studierte er an der University of Memphis und spielte auch dort für das Collegefußballteam. Während seiner Zeit am College spielte er außerdem ein Jahr lang in der National Premier Soccer League für den Chattanooga FC und zwei Jahre für die U-23 der Portland Timbers in der Premier Development League.

### Vereinskarriere
Sherrod wurde als 13. Pick in der zweiten Runde des MLS SuperDraft 2014 von Houston Dynamo gewählt. Am 8. März 2014 absolvierte er sein Pflichtspieldebüt in der MLS. Am 11. Mai 2014 erzielte er seine ersten beiden Tore in einem Spiel gegen die New England Revolutions. Nach seiner ersten Saison nahm er am MLS Expansion Draft 2014 teil und wurde daraufhin von Orlando City gewählt. Bereits einen Tag später wurde Sherrod, im Tausch gegen einen Zweitrunden-Pick im MLS SuperDraft 2015, zu den San José Earthquakes transferiert.